# 瓦勒施泰因
瓦勒施泰因是德国巴伐利亚州的一个市镇。总面积19.44平方公里，总人口3409人，其中男性1654人，女性1755人（2011年12月31日），人口密度175人/平方公里。